# مارتن لوكاس
مارتن لوكاس (بالهولندية: Martin Lucas)‏ هو كاهن كاثوليكي ودبلوماسي هولندي، ولد في 16 أكتوبر 1894 في هارلم في هولندا، وتوفي في 3 مارس 1969.